# Aleksander Muradowicz
Aleksander Muradowicz – członek Deputacji Indagacyjnej Wydziału Bezpieczeństwa Rady Najwyższej Narodowej, członek wolnomularstwa.